# 东敦枝
东敦枝（[tàʊɰ̃dwɪ́ɰ̃dʑí]），二战缅甸战场中文记作淡温夷，是缅甸馬圭省馬圭縣東敦枝鎮區下辖的一个镇，也是该镇区的行政中心。该镇的经济以农业和农产品贸易为基础。种植洋葱、大米、豆类、谷物和甘蔗。花生油也是该镇的主要产品。